# Elli Ochowicz

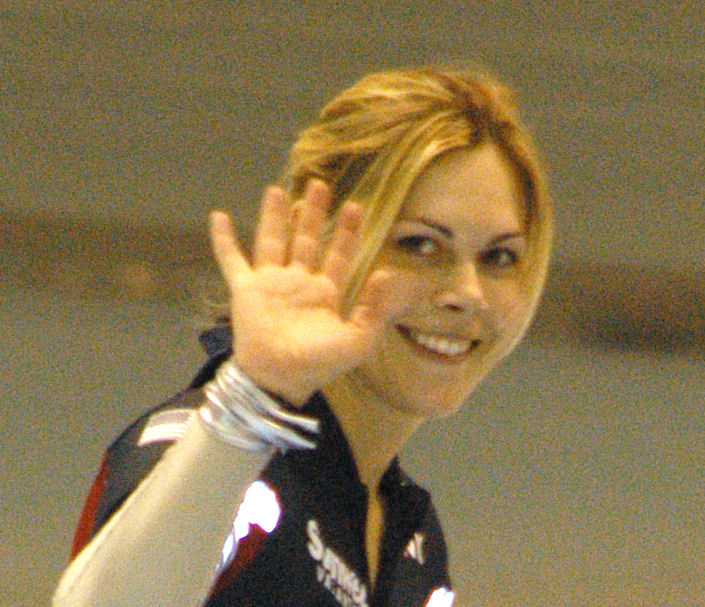
Elli Ochowicz beim Weltcup in Heerenveen 2008

Elizabeth (Elli) Ochowicz (* 15. Dezember 1983 in Waukesha, Wisconsin) ist eine US-amerikanische Eisschnellläuferin. Sie ist auf die Kurzstrecken 500 und 1000 Meter spezialisiert.
Auf der 500-Meter-Strecke wurde sie bei den Olympischen Winterspielen 2002 in Salt Lake City 22. und 2006 in Turin konnte sie den 23. Platz belegen. Bei den US-amerikanischen Meisterschaften konnte sie auf diversen Strecken 2004, 2005 und 2006 gewinnen.
Sie ist Tochter der Olympiasiegerin von 1976 Sheila Young und Jim Ochowicz, einem Radsportler, der bis 2006 Präsident des US-amerikanischen Radsportverbandes USA Cycling war.